# Механизми одбране
Механизми одбране су учењем стечени несвесни начини реаговања на различите фрустрације. На тај начин личност покушава да сачува самопоштовање, разреши тензије и обезбеди прихватљиво понашање у својој средини. Фројд је механизму одбране приписао функцију „фалсификовања” и искривљавања стварности, чиме се онемогућава продор у свест нагона чије би задовољавање (или само присуство у свести) могло угрозити интегритет личности. Најпознатији механизми одбране су: пројекција, негација, потискивање, регресија, интелектуализација, рационализација, сублимација и др.
Его одбрана је одбрана коју Его користи; пошто је изложен сталним, често неприхватљивим захтевима из Ид-а мора користити заштитне механизме одбране личности. Најчешће су то различити механизми одбране. Њихово коришћење је у служби бољег функционисања Ега само уколико не представља систем који доводи до Его-неурозе када није у могућности да успешно разреши проблеме који се стално намећу између спољашње и унутрашње реалности.
Его отпор је неприхватање Ег-а да садржаје Ид-а доведе у свест, посебно у ситуацијама када такви захтеви противурече моралним и другим нормама. Отпор се посебно јавља у терапијским ситуацијама коришћења механизама одбране који су неуспешни.

## Врсте механизама одбране и подела
Механизми одбране личности су многобројни, исто као и проблеми са којима се људи сусрећу. Како одбрана зависи од различитих фактора, класификација механизама се може извршити на различите начине. Некада су механизми одбране сасвим природне и корисне функције у животу. Почевши од сасвим примитивних, човекова личност сазрева и ствара своје сопствене механизме одбране, који временом постају све комплекснији. Ипак, у циљу одбране личности, понекад се дешава да после одређеног времена, неки од механизама теже да постану рутина, па тако добијају негативну функцију, доводећи до застоја у развоју личности. 
С обзиром да је за класификацију механизама одбране потребан одређен ниво развијености структуре личности, нека груба подела механизама може се извршити и према узрасту:
- Механизми одбране карактеристични за децу - односе се на схватање света, које је далеко од реалности. У случају да одрасла особа користи ове механизме одбране, она другим људима помало личи на ”луду“. Такви механизми су чести код психозе. У неке врсте механизама из ове групе спадају следећи:

1. Порицање или негирање - односи се на негирање одређених стања. Одговара делу личности између свесног и несвесног. То је покушај да се од свести прикрију они садржаји, који делују узнемиравајуће и неприхватљиво. Ствара се само делимично реална слика, на основу сопствених доживљаја, обојених унутрашњим искуствима, на начин прихватљив за свест. Дешава се у свакодневном животу, али и у стањима шока. Нпр. зависник, који пориче да има проблем.
2. Извртање реалности - преобликовање, прилагођавање информација из спољашњег света и њихово усклађивање са унутрашњим тежњама. Особа на погрешан начин објашњава себи понашање других људи, као намерно зло или као угрожавајуће, док се догађаји из спољашњег света повезују на неки необичан начин и увек изгледају усмерени у неком одређеном правцу.
3. Самообмањујућа пројекција - ради се о обманама у вези спољашњег света, других људи и догађаја, који су прогањајућег карактера, са непријатним осећајем беспомоћности.
4. Регресија - напуштање зрелих стратегија решавања проблема, враћање на првобитне облике понашања, односно на превазиђене обрасце понашања, као што су тепање, сисање прста, грицкање ноктију, често заузимање феталног положаја. Јавља се код деце нпр. опонашање бебе, млађег брата или сестре. За одрасле особе регресија је честа код шизофреничара.

- Механизми карактеристични за адолесценте - односе се на различите форме пројекције или трансформације реалности. Одрасли људи који често прибегавају оваквим механизмима, изгледају детињасто или незрело, тешко се суочавају са реалношћу, неуспешно решавају проблеме, остављају утисак беспомоћности и пате од депресије. У ову групу механизама спадају:

1. Фантазирање - тенденција да се повлачењем у свет маште избегне директно суочавање са спољашњим или унутрашњим конфликтима и непријатностима.
2. Пројекције - сопствене негативне особине или негативна осећања, као што су гордост, љубомора, преосетљивост, неискрене тежње, негативна осећања, претерана радозналост, као и многе друге, приписују се другима. Јавља се као последица неспособности ега да преузме одговорност за таква осећања или жеље. У питању је примитивни облик параноје. Оно што најтеже прихватамо код себе, најлакше уочавамо код других људи. Пример: верни муж, који постаје сумњичав према верности своје жене.
3. Хипохондрија - негативна осећања према другима трансформишу се у непријатна осећања према себи, окупираност сопственим здрављем и сталну бригу за њега. У адолесценцији, код младих људи оваква осећања се могу објаснити као последица великих променама на телу, у начину размишљања и квалитетима осећања.
4. Пасивна агресија - агресивна или непријатељска осећања, која се нормално развијају према другим особама, најчешће из моралних разлога или лепог васпитања се несвесно потискују и изражавају на пасиван начин. Нпр. пасивност у реализовању различитих заједничких планова, константно кашњење са извршавањем одређене обавезе или константно исказивање неразумевања у комуникацији и слично.
5. Актинг аут - испољавање подсвесних жеља ид-а, које супер его забрањује. И ако је особа свесна да се ради о нечему што је забрањено, она ипак испољава жељу да то учини, не размишљајући о осећањима која су је навела на такво понашање. Нпр. када зависник покушава да дође до дроге или када се некоме не допада нека друга особа, па стално тражи начине да је повреди.[1]

- Механизми одбране карактеристични за одрасле особе ради се о реакцијама одраслих људи на свакодневне и комплексне ситуације у животу. Ова група се затим може поделити на механизме одбране, које су последица посебних ситуација. Могу се сматрати позитивним само када служе као привремена помоћ. У колико се користе као једини начин за решавање проблема, може доћи до трајних негативних последица или престанка њиховог функционисања. Честа је код разних облика неуроза:

1. Померање - овај одбрамбени механизам подразумева преусмеравање агресивних, непријатељских или сексуалних тежњи на неке сличне, али за њих прихватљивијих идеја, преусмеравањем емоција на неке друге објекте из спољашњег света. Нпр. када се сопствена инфериорност и осећање ниже вредности преусмери на мањинске групе у друштву.
2. Реактивна формација - сматра се основном одбраном, при којој се испољавају супротна осећања или импулси, од оних првобитних. Осећања и реакције које произилазе из реактивне формације често су прекомерне, упорне, несразмерне ситуацији и околности. Особа се понаша потпуно супротно од онога како би заиста желела, а да тога није ни свесна. Нпр. када је неко у комуникацији са другим људима превише љубазан и насмејан, без посебно видљивог разлога, постоји могућност да се ради о реактивној формацији.
3. Изолација или дисоцијација - раздвајање или запостављање емотивног дела личности, као одбрана од анксиозности. Потискује се емотивна повезаност са догађајем, да би се омогућило даље нормално функционисање. Таква особа једноставно не чини ништа и не осећа ништа према непријатном искуству.
4. Интелектуализација је специфичан облик изолације, при чему се пажња искључиво усмерава на интелектуалне аспекте ситуације, чињенице и анализе, уз истовремено потискивање емоција везаних за неки непријатан догађај. Особе које су склоне претераном „филозофирању“, без емоционалног упоришта, најчешће користе овај механизам одбране.
5. Рационализација - тражење логичног оправдања за сопствени успех или неуспех, које може, али не мора да буде тачно. То је покушај да се, у циљу очувања самопоштовања, од себе и других сакрију стварни мотиви понашања. Постоје две екстремне ситуације: 
"кисело грожђе" - омаловажавање недостижног мотива или 
"слатки лимун" - величање малог успеха.
6. Интројекција - идентификација личности са неком идејом. Овај термин указује да се увек нешто што споља, само по себи постоји, посебним механизмом инкорпорира као сопствено. Карактеристична је за незреле особе.

Механизми одбране које обично користе емотивно зреле особе у решавању свакодневних проблема:
1. Алтруизам - конструктивно помагање другим људима, које доприноси осећају личног задовољства
2. Антиципација - планирање и припрема за могуће будуће непријатне ситуације
3. Хумор - отворено исказивање идеја, нарочито оних непријатних, али тако да сам у самој особи и другима изазове пријатна осећања.
4. Идентификација - поистовећивање - преузимање карактерних особина, мисли и осећања неке друге особе (агресора, изгубљене драге особе). Обично се јавља као последица потребе особе да буде вољена од стране друге особе. Постоје две екстремне ситуације: 
идентификација са агресором, када жртва преузима карактерне особине агресора у нади да ће га на тај начин умилостивити,
стокхолмски синдром (близак однос између таоца и отмичара, када талац оправдава отмичара или осећа неку врсту симпатије према њему)
5. Сублимација- задовољавање сопствених потреба кроз друштвено прихватљиве активности. Представља врсту компромиса, између ега и ид-а, те је зато најпожељнији одбрамбени механизам. Сматра се најадаптивнијим механизмом одбране, далеко ван оквира осталих.
6. Потискивање или репресија - потискивање неприхватљивих садржаја из свести. Сматра се претходником свих механизама одбране и у односу на его заузима централну позицију. Овај механизам блокира неприхватљиве импулсе ид-а, непријатна сећања и информације које су болне и узнемиравајуће. Ипак, све што се потисне у подсвест, неретко се може испољити на други начин: у сновима, омашкама у говору и сл. С друге стране, потискивање тешких мисли у подсвесни део личности и усмеравање пажње на неке друге садржаје, код емотивно зреле одрасле, може бити реализовано на свестан начин, где се зрелост одрасле особе управо огледа у њеној способности и спремности да се у одређеном тренутку поново суочи са потиснутим мислима и проблемима.